# Малі Маламаси
Малі Малама́си (рос. Малые Маламасы, марій. Изи Моламас) — присілок у складі Звениговського району Марій Ел, Росія. Входить до складу Красноярського сільського поселення.

## Населення
Населення — 240 осіб (2010; 245 у 2002).
Національний склад (станом на 2002 рік):
- марі — 98 %